# Dagmara Klasa-Mazurkiewicz
Dagmara Klasa-Mazurkiewicz – polska ginekolog, dr hab. nauk medycznych, adiunkt Katedry Perinatologii Wydziału Lekarskiego Gdańskiego Uniwersytetu Medycznego.

## Życiorys
8 maja 2003 obroniła pracę doktorską Wieloczynnikowa analiza ciąży wielopłodowej w materiale Instytutu Położnictwa i Chorób Kobiecych Akademii Medycznej w Gdańsku w latach 1981-2000, 26 kwietnia 2012 habilitowała się na podstawie pracy zatytułowanej Wartość kliniczna wybranych markerów i modulatorów procesu angiogenezy oraz limfangiogenezy u chorych leczonych z powodu nowotworów jajnika. Pracowała w Instytucie Położnictwa i Chorób Kobiecych na Wydziale Lekarskim Akademii Medycznej w Gdańsku.
Piastuje stanowisko adiunkta w Katedrze Perinatologii na  Wydziale Lekarskim Gdańskiego Uniwersytetu Medycznego.